# 日本サーフアカデミー高等部
日本サーフアカデミー高等部（にほんサーフアカデミーこうとうぶ）は、神奈川県小田原市に本部を置く私立の広域通信制高等学校。設置者は学校法人山口精華学園で、同学園が運営する広域通信制高校の精華学園高等学校の学習センターという位置づけである。

## 概要
国内初のサーフィン専門高校である。精華学園高等学校の神奈川校として2010年に開校し、2017年には千葉県夷隅郡御宿町に千葉校が設置された。
専任講師陣や国内外のトッププロの指導の下でサーフィンを学びながら、高等学校の卒業に必要なすべての単位が修得できる。許可権を持つ山口県知事より学校教育法第一条に謳われる一条校の一部に準じる施設として認可されているため、レポート添削指導・面接指導（スクーリング）・試験は山口県の本校と同等に実施できる。
2010年から2016年までの間で全日本サーフィン選手権出場者9名、強化指定選手2名を輩出している。

## カリキュラム
1. 独自のカリキュラム
学習指導、体験授業、専門的な授業
2. 高校卒業のための学習支援
レポート作成指導、スクーリング指導、テスト対策
3. メンタル、生活面の支援
不登校経験者への対応、発達の課題を抱えている生徒への配慮
3年間で74単位以上の単位を修得することで卒業出来る。

## 校舎
- 神奈川校 - 神奈川県小田原市酒匂3-7-15

- 千葉校 - 千葉県夷隅郡御宿町浜2163-93

## 主な卒業生
- 堀越力（プロサーファー）[4]
- 浜瀬海（プロサーファー）[4]
- 鈴木仁（プロサーファー）[5]
- 岡村晃友（プロサーファー）[6]
- 伊東李安琉（プロサーファー）[7]
- 小崎歩夢 （プロサーファー）